# Podhorní Újezd
Podhorní Újezd je jihovýchodní část obce Podhorní Újezd a Vojice v okrese Jičín. Obec leží na jižním úbočí Mlázovického chlumu V roce 2009 zde bylo evidováno 145 adres. V roce 2001 zde trvale žilo 250 obyvatel. Obcí prochází silnice I/35 z Turnova do Hradce Králové.
Podhorní Újezd je také název katastrálního území o rozloze 2,31 km2.

## Historie
První písemná zmínka o obci pochází z roku 1408.
V blízkosti vsi je pískovcový kamenolom. Pochází z něj například materiál na kopii sousoší Sen svaté Luitgardy od Matyáše Bernarda Brauna, která je umístěná na pražském Karlově mostu.

## Pamětihodnosti
- Pomník padlých (autor: Ladislav Jan Kofránek)[8]
- Socha sv. Anny
- Socha sv. Václava z roku 1782

## Osobnosti
- František Bílek, sochař a legionář
- Josef Bílek, sochař a malíř